# István Tisza
István Tisza [ištván tisa], hrabě z Borosjenő a Szegedu (22. dubna 1861 Pešť – 31. října 1918 Budapešť) byl maďarský politik a státník, vůdce uherských liberálů, ministerský předseda Maďarska (Uherska) v letech 1903–05 a 1913–17.

## Život a kariéra
Byl synem hraběte Kálmána Tiszy, který zastával úřad maďarského premiéra v letech 1875–1890. Studoval práva a politologii. Roku 1886 se stal členem maďarského parlamentu, v roce 1903 maďarským předsedou vlády. Během svého působení ve funkci zastával na rozdíl od jiných maďarských politiků názor, že rakouská a maďarská armáda by měly úzce spolupracovat.
V mládí byl liberálem, usilujícím o sociální reformy, později zastával konzervativní názory a nepřál si zavedení všeobecného volebního práva.
Po porážce ve volbách roku 1905 zůstal poslancem. Když jeho strana ve volbách v roce 1910 zvítězila, byl sice sestavením vlády pověřen Károly Khuen-Héderváry, ale Tisza měl na chod vlády velký vliv. V letech 1912–13 stál v čele dolní komory parlamentu. Roku 1913 se stal opět premiérem, jako zastánce dualismu a orientace na Německo. V uherské společnosti popularizoval válečné cíle a intenzívně připravoval Uhersko na účast v očekávané budoucí válce. Byl důvěrníkem Františka Josefa I. Po zavraždění arcivévody Františka Ferdinanda v Sarajevu byl zpočátku proti vyhlášení války Srbsku, později svůj názor změnil. Věřil v sílu německé armády a doufal, že Rakousko-Uhersko po boku Německa první světovou válku vyhraje. Během válečných událostí stál v pozadí a její průběh příliš ovlivnit nemohl.
Po smrti císaře a krále Františka Josefa I. v listopadu 1916 přesvědčil premiér Tisza jeho mladého nástupce Karla, aby se neprodleně dal korunovat uherským králem. Cílem bylo zajistit, aby Karel, vázán korunovační přísahou, nemohl snadno činit kroky k reformování dualismu a ohrozit maďarskou hegemonii v Uhersku.
Pod vlivem válečných neúspěchů Tisza v květnu 1917 odstoupil, v říjnu 1918 oficiálně přiznal válečnou porážku Uher a fiasko své dosavadní politiky v parlamentu. Dne 31. října 1918 byl během maďarské tzv. astrové revoluce zavražděn ve svém domě vojáky, kteří mu zazlívali maďarskou účast v první světové válce a viděli v něm symbol svrhávaného režimu.